# Maria Teresa Tauscher
Maria Teresa od svatého Josefa, DCJ, rodným jménem Anna Maria Tauscher van den Bosch (19. června 1855, Sandow – 20. září 1938, Sittard) byla německá římskokatolická řeholnice, zakladatelka a členka kongregace Karmelitánek Božského Srdce Ježíšova. Katolická církev ji uctívá jako blahoslavenou.

## Život
Narodila se dne 19. června 1855 v Sandowě (dnešní Sądów v Lubušském vojvodství v Polsku) rodičům Hermannu Traugottovi Tauscherovi a Pauline van den Bosch. Její otec byl protestantským pastorem.
V letech 1885–1888 pracovala s mentálně postiženými v ústavu pro duševně choré v Kolíně nad Rýnem. Konvertovala na katolickou víru, pročež byla z ústavu propuštěna. Dne 30. října 1888 přijala římskokatolický křest. Poté pracovala v nuzných podmínkách jako uklízečka v klášteře.
V Prenzlauer Berg u Berlína založila domov pro lidi bez domova. Utvořila komunitu žen, které se věnovaly péči o potřebné a dne 2. července 1891 zde založila ženskou řeholní kongregaci Karmelitánek Božského Srdce Ježíšova, do které také se svou komunitou vstoupila. Přijala řeholní jméno Maria Teresa od svatého Josefa a roku 1893 složila řeholní sliby. Jí založená kongregace je inspirována karmelitánským charismatem a s životem podle evangelijních rad. V Berlíně otevřela domov pro chudé a zanedbané děti, spravovaný její kongregací. Členky kongregace také navštěvovaly chudé rodiny. Roku 1899 se přestěhovala do Nizozemska, kde zřídila řeholní dům své kongregace.
Zemřela dne 20. září 1938 v Sittardu, kde byla pohřbena na hřbitově jí založené kongregace. Roku 1987 byly její ostatky exhumovány.

## Úcta
Dne 20. prosince 2002 ji papež sv. Jan Pavel II. podepsáním dekretu o jejích hrdinských ctnostech prohlásil za ctihodnou. Dne 19. prosince 2005 byl uznán zázrak na její přímluvu, potřebný pro její blahořečení.
Blahořečena pak byla dne 13. května 2006 v katedrále sv. Kryštofa v Roermondu. Obřadu předsedal jménem papeže Benedikta XVI. kardinál Adrianus Johannes Simonis.
Její památka je připomínána 30. října. Bývá zobrazována v řeholním oděvu. Je patronkou jí založené kongregace.